# Jonas Alin
Jonas Alin, född 26 januari 1779 i Järstorps socken i Jönköpings län, död 20 april 1851 i Säter, var en svensk borgmästare och riksdagsman.
Jonas Alin var verksam som borgmästare i Sala och sedan som häradshövding i Österdalarnas domsaga. Vid den urtima riksdagen 1817–1818 var han riksdagsman i borgarståndet för Sala, Köping och Enköping. Han var då bland annat ledamot i lagutskottet och förstärkta statsutskottet.